# Bergsskymningssalamander
Bergsskymningssalamandern (Desmognathus ochrophaeus) är ett stjärtgroddjur i familjen lunglösa salamandrar som finns i östra Nordamerika.

## Utseende
Bergsskymningssalamandern är en medelstor salamander med en längd av 7 till 10 cm och med relativt långa, välutvecklade ben. Tänderna är spetsiga och vassa. Färgteckningen varierar kraftigt. Ryggen har ofta en ljus, röd, grå brun, olivgrön, gul eller orange mittstrimma med mörkare fält runtom. Mittstrimman kan också ha mörka, vinkelformiga fläckar i mitten, speciellt hos yngre individer. Emellertid förekommer också individer med klarare färger i mönstret. Svansens sidor är svarta. Sidorna är spräckliga, och buken varierar från mörkbrun till svart.

## Utbredning
Arten finns i östra Nordamerika från Virginia till södra Kanada. I Kanada finns den i sydvästra Québec och nära Niagarafallen i Ontario. Populationerna i Kanada är emellertid fåtaliga.

## Vanor
Bergsskymningssalamandern är skymningsaktiv och lever på lägre höjder (mellan 975 och 1 000 m, i undantagsfall upp till 1 400 m) i berg och angränsande skogar. Under vintern tenderar djuren att samlas i våtmarker, kring källor och vid bäckar. Inaktivitetsperioden under vintern varar i regel från oktober till sent i mars eller april. Arten tros bli närmare 20 år gammal.

### Föda och predatorer
Arten livnär sig på ett stort antal ryggradslösa djur, som hoppstjärtar, tvåvingar (både larver och vuxna), steklar, kvalster, daggmaskar och snäckor, som tas ur bakhåll. Själva utgör de föda åt ormar, speciellt strumpebandssnokar, olika fåglar, bland annat kalkoner samt smågnagare. Ägg och larver kan tas av andra stjärtgroddjur, till exempel större arter ur det egna släktet.

### Fortplantning
Det dansliknande parningsspelet sker i vatten under vår till tidig höst. Hanen avsätter en spermatofor som honan tar upp med sin kloak. Honan har fördröjd befruktning, och hon kan lagra sperman i upp till 2 år. Efter befruktningen tar det omkring 3 månader innan hon lägger mellan 3 och 37 ägg som hon lägger i någon fuktig hålighet på land. Hon stannar i äggens närhet i 2 till 3 månader under vilken tid hon bevakar äggen och endast tillfälligtvis förtär någon föda. Äggen kläcks efter 3 månader och de gälförsedda larverna beger sig snabbt till vattnet där den fortsatta larvutvecklingen sker. Tiden till förvandling är vanligtvis kort endast några veckor, men tiden kan variera mycket, och i undantagsfall kan det ta upp till 8 månader innan förvandling sker. Å andra sidan finns det rapporter om att ungar har kläckts förvandlade. Djuren blir könsmogna vid ungefär 3 års ålder.

## Status
Bergsskymningssalamandern betraktas som livskraftig ("LC") i större delen av sitt utbredningsområde, och beståndet är stabilt och minskar inte. I Kanada är situationen emellertid annorlunda: Där betraktas arten som endangered (hotad), och i Ontario har den lagts till förteckningen "Species at Risk in Ontario". Åtgärder, bland annat fridlysning, har vidtagits för att skydda arten.